# Violència intragènere
La violència intragènere o violència domèstica en les relacions de LGTB és la violència domèstica ocorreguda entre les persones del mateix sexe. Les estadístiques mostren que és un fenomen que arriba a ocórrer en el mateix percentatge (25%), segons dades de LAMBDA Gay and Lesbian Anti Violence Project (una organització d'El Paso).

## Diferències i similituds amb la violència entre persones de diferent gènere
Les similituds són la forma de maltractar, el control de l'agressor sobre la víctima, l'aïllament que pot patir la persona maltractada i la dinàmica del cicle de la violència.
Les diferències són:
- L'aïllament pot empitjorar pel fet de ser una persona LGTB en una societat homòfoba. El silenci dins la comunitat LGBT pot aïllar més la víctima i el fet que la comunitat LGTB tinga un espai reduït pot dificultar el manteniment de la intimitat i que siga més difícil.
- Manipulació heterosexista: la persona maltractadora pot amenaçar de parlar obertament sobre l'orientació sexual o la identitat de gènere de la persona maltractada. Els serveis poden requerir que un individu revele aquests aspectes contra la seua voluntat.
- Com que els LGBT són comunitats objecte d'opressió i difamació, hi ha un temor que l'abordament d'aquestes qüestions pugui empitjorar la reputació d'aquestes persones LGTB.
- La negació basada en el gènere feta sovint per moviments de dones, policies, treballadors d'hospital i treballadors del sistema de justícia penal.
- Mites de gènere: hi ha una assumpció, entre molta gent, que dos homes en una lluita estan en igualtat de condicions, de manera que rebutgen que puguen ser-ne víctimes les parelles LGTB. També es pot assumir que, com que són "desviats sexualment" —només des del seu irrespectuós i equivocat punt de vista, és clar—, la violència intragènere és part d'una desviació sadomasoquista.
- Context d'opressió històrica: les persones LGBT van a qui proveeix els serveis d'ajuda per a víctimes de violència domèstica amb molta cautela. Poden tenir por a una revictimització per l'homofòbia, incredulitat, rebuig i degradació rebuda durant la història, caracteritzada per una exclusió, hostilitat i violència contra les persones LGTB.

L'organització FORGE comentà que, atès que la majoria dels refugis i serveis per a víctimes de violència domèstica estan orientats a víctimes femenines heterosexuals, els homes homosexuals i heterosexuals maltractats per dones o homes no reben ajuda, de manera que se'ls sol dir que les úniques opcions de refugi són els albergs d'emergència per a persones sense llar.

## Violència intragènere a Espanya
A Espanya les organitzacions LGTB estan dividides entre la regulació d'aquest tipus de violència: unes organitzacions defensen una llei expressament mentre que altres demanen una modificació de la Llei orgànica de mesures de protecció integral contra la violència de gènere. Alguns líders de comunitats autònomes com Extremadura i Canàries han defensat que siga reconeguda legalment com un tipus de violència de gènere.
Un estudi, publicat el 2011, sobre el tractament periodístic a Espanya entre la violència de gènere heterosexual contra dones i la violència intragènere trobà que hi havia diferències, i tracta el segon tipus de crim com un crim passional.